# Lac Moncouche (Lac-Saint-Jean-Est)
Pour les articles homonymes, voir Moncouche.
Le lac Moncouche est un plan d'eau douce à la tête de la rivière Moncouche, dans le territoire non organisé de Lac-Moncouche, dans la municipalité régionale de comté (MRC) de Lac-Saint-Jean-Est, dans la région administrative de la Saguenay–Lac-Saint-Jean, dans la province de Québec, au Canada. Le lac Moncouche est situé dans la partie ouest de la réserve faunique des Laurentides. Sa localisation est presque à la limite des régions administratives du Saguenay–Lac-Saint-Jean et de la Capitale-Nationale.
Une route forestière longe la rive sud-est lac Moncouche. Quelques routes forestières secondaires desservent cette zone pour les besoins de la foresterie et des activités récréotouristiques.
La foresterie constitue la principale activité économique du secteur; les activités récréotouristiques, en second.
La surface du lac Moncouche est habituellement gelée du début de décembre à la fin mars, toutefois la circulation sécuritaire sur la glace se fait généralement de la mi-décembre à la mi-mars.

## Géographie
Les principaux bassins versants voisins du lac Moncouche sont:
- côté Nord: lac Saint-Véran, lac Starr, lac Huard, rivière Métabetchouane;
- côté Est: lac Étoile, ruisseau Contourné;
- côté Sud: ruisseau Contourné, rivière aux Montagnais;
- côté Ouest: rivière Métabetchouane.

Le lac Moncouche comporte est connexe (côté sud-ouest) au lac Saint-Véran et est enclavée entre les montagnes. Le lac Moncouche comporte une longueur de 3,1 km, une largeur de 0,9 km, une altitude de 399 m. La rivière Moncouche (provenant du lac Saint-Véran) traverse ce lac sur 2,9 km vers le sud-ouest. L'embouchure du lac est localisé au sud-ouest et est située à:
- 3,9 km au nord-est de la confluence de la rivière Moncouche et de la rivière Métabetchouane;
- 5,0 km au nord-est du lac Métabetchouane;
- 13,1 km au nord-est de la gare Kiskissink du chemin de fer du Canadien National;
- 25 km au à l'est de la route 155, reliant La Tuque à Chambord;
- 52,6 km au sud-est de la confluence de la rivière Métabetchouane et du Lac Saint-Jean[2].

À partir de l'embouchure du lac Moncouche, le courant descend successivement la rivière Moncouche sur 6,0 km généralement vers le sud; la rivière Métabetchouane généralement vers le nord sur 83,9 km jusqu'à sud rive du lac Saint-Jean; le courant traverse ce dernier sur 22,8 km vers le nord-est, puis suit le cours de la rivière Saguenay via la Petite Décharge sur 172,3 km jusqu'à Tadoussac où le courant fusionne avec l'estuaire du Saint-Laurent.

## Toponymie
Le toponyme lac Moncouche a été officialisé le 5 décembre 1968 par la Commission de toponymie du Québec.